# Halysidota pearsoni
Halysidota pearsoni là một loài bướm đêm thuộc phân họ Arctiinae, họ Erebidae.